# Smârdan (gmina w okręgu Gałacz)
Smârdan – gmina w Rumunii, w okręgu Gałacz. Obejmuje miejscowości Cișmele, Mihail Kogălniceanu i Smârdan. W 2011 roku liczyła 4810 mieszkańców. 